# Chelonus nachitshevanicus
Chelonus nachitshevanicus är en stekelart som beskrevs av Abdinbekova 1971. Chelonus nachitshevanicus ingår i släktet Chelonus och familjen bracksteklar. Inga underarter finns listade i Catalogue of Life.